# She Even Woke Me Up to Say Goodbye (chanson)
Pour les articles homonymes, voir Breathless.
Singles de Jerry Lee Lewis
Invitation to Your Party
(1969) One Minute Past Eternity
(1970)
She Even Woke Me Up to Say Goodbye est une chanson écrite par Doug Gilmore et Mickey Newbury et enregistrée, pour la première fois, par Jerry Lee Lewis. Elle sort en septembre 1969 sous le label Smash Records. En face B, le disque présente le titre Echoes. La chanson est présente sur l'album She Even Woke Me Up to Say Goodbye sorti en 1970.
Elle se classe à la deuxième place du Hot Country Songs et à la première place du RPM Canadian Country Tracks.

## Source de la traduction
- (en) Cet article est partiellement ou en totalité issu de l’article de Wikipédia en anglais intitulé « She Even Woke Me Up to Say Goodbye » (voir la liste des auteurs).